# Fluidez de gênero

Bandeira do orgulho género-fluido

A fluidez de género (português europeu) ou gênero (português brasileiro) designa uma identidade de gênero não-fixa, em que alguém muda de gênero conforme o tempo ou a situação.
Algumas pessoas também vivenciam a fluidez de gênero como uma fase transitória, permitindo que as pessoas explorem o gênero antes de encontrar uma expressão ou identidade de gênero mais estável. Para outras, ela pode continuar fluida ao longo da vida.
Um indivíduo pode fluir diferentes papéis ou expressões de gênero durante sua vida ou expressar múltiplos aspectos de vários marcadores de gênero simultaneamente.

## História
‎A palavra "genderfluid" está em uso desde pelo menos a década de 1990, porém com um significado um pouco diferente.
A primeira menção conhecida do termo fluidez de gênero foi no livro Gender Outlaw: On Men, Women and the Rest of Us, da teórica de gênero Kate Bornstein, de 1994.

O advogado transgênero Michael M. Hernandez escreveu em seu livro, publicado em 1996:
‎Gênero-fluido significa que sua identidade de gênero e/ou expressão abrangem tanto ‎‎masculino‎‎ quanto ‎‎feminino‎‎. A fluidez de gênero está se tornando comumente conhecida como transgenerismo: a capacidade de transcender o gênero, seja biológico, emocional, político ou não; verdadeiramente misturando macho e fêmea.
Em 2014, o Facebook incluiu "Gender Fluid" entre 50 opções disponíveis para gênero.

## Fluidez de gênero
Geralmente a fluidez, fluidade, fluência ou fluxo se manifesta como uma transição entre homem e mulher ou nenhum dos binários, como agênero, porém pode compreender outros gêneros, como maverique e neutrois, e pode até ser identificado com mais de um gênero simultaneamente, como é o caso de bigênero e pangênero. É possível fluir entre os gêneros, como andrógine, que é muitas vezes definido como um intermediário de masculino e feminino.
As pessoas gênero-fluidas podem sentir a mudança de identidade a longo ou em curto prazo, entre anos, meses, dias, etc. Também é um termo usado em sinonímia a genderqueer, ou ainda em alusão ao não-conformismo de gênero, como na androginia, porém nem todas as pessoas não-binárias ou não-conformes de gênero se veem como gênero-fluido. A fluidez de gênero pode denotar uma expressão de gênero que seja fluida, mas não se aplica a todos os casos. Também usa-se a palavra genderfluid, do inglês, como empréstimo léxico, assim como genderqueer.

### Saúde mental
A fluidez de gênero é tão saudável quanto qualquer outra identidade de gênero. O fato, de a pessoa vivenciar diferentes gêneros, não significa que ela seja múltipla de pessoalidades ou subpersonalidades, ou que tenha algum transtorno dissociativo ou de personalidade, a associação de gênero fluido a fragmentação dos traços de personalidade é um estereótipo de gênero, com viés de psicofobia e transfobia, pois está correlacionada com a patologização de identidades trans e estigmatização de transtornos mentais pela marginalização. Um múltiplo pode ter eus com diferentes gêneros uns dos outros, o que não significa eles mudam de gênero individualmente ou que o corpo físico, que os eles pertencem, mude de gênero. Mesmo assim, é possível que as neurodivergências (como autismo e TDAH), de alguém estejam interligadas com as noções interseccionais e perspectivas de gênero que ele tem, visando a autodeterminação identitária, o que não quer dizer que todos os neurodivergentes fluam ou sejam variantes de gênero.

#### Disforia de gênero
A identidade fluida de gênero não implica em incongruências ou disforias de gênero fluidas. Pessoas altersexo podem ter uma disforia atípica de gênero, corporal ou social, sem necessariamente fluirem de gênero, enquanto quem flui pode ter pouca a nenhuma disforia, assim como outras pessoas trans. Alguns indivíduos de gênero fluido consideram passar ou passam por transição de gênero, por meios de terapia hormonal ou cirurgia, enquanto outros podem não querer transicionar, o que não significa que fluir para uma identidade ou expressão de gênero, tipicamente associada ao sexo atribuído no nascimento, seja uma destransição para quem passou pela transição previamente.

### Arte
Muitos transformistas fluem de gênero, muitas vezes impulsionados pela performatividade ou pelas suas expressões de gênero, como são drag queer e transgridem a binariedade de gênero, com apresentações mescladas de drag queen e king, incorporando androginia e neutralidade de gênero. O personagem, performado pelo artista, pode ter seus próprios gêneros, que pode não ser o mesmo do artista, o que não significa que o artista fluiu de gênero ao interpretar o personagem.

### Ficção e mitologia
O transmorfismo (metamorfose) de Loki, mais especificamente na série de televisão da Marvel, foi confirmado como de gênero fluido por Tom Hiddleston, intérprete da personagem, ao estrear no Disney+ em junho de 2021, mês do orgulho LGBT. Na mitologia, Loki pode se transformar em mulher e em animais para ajudar outros deuses e cumprir certas tarefas.